# Lijst van Nederlandse grachten
Op deze lijst van Nederlandse grachten staat een overzicht van grachten in Nederland, gerangschikt per stad. Voor zover bekend wordt de bouwperiode aangegeven, evenals eventuele bijzonderheden.

## Alkmaar

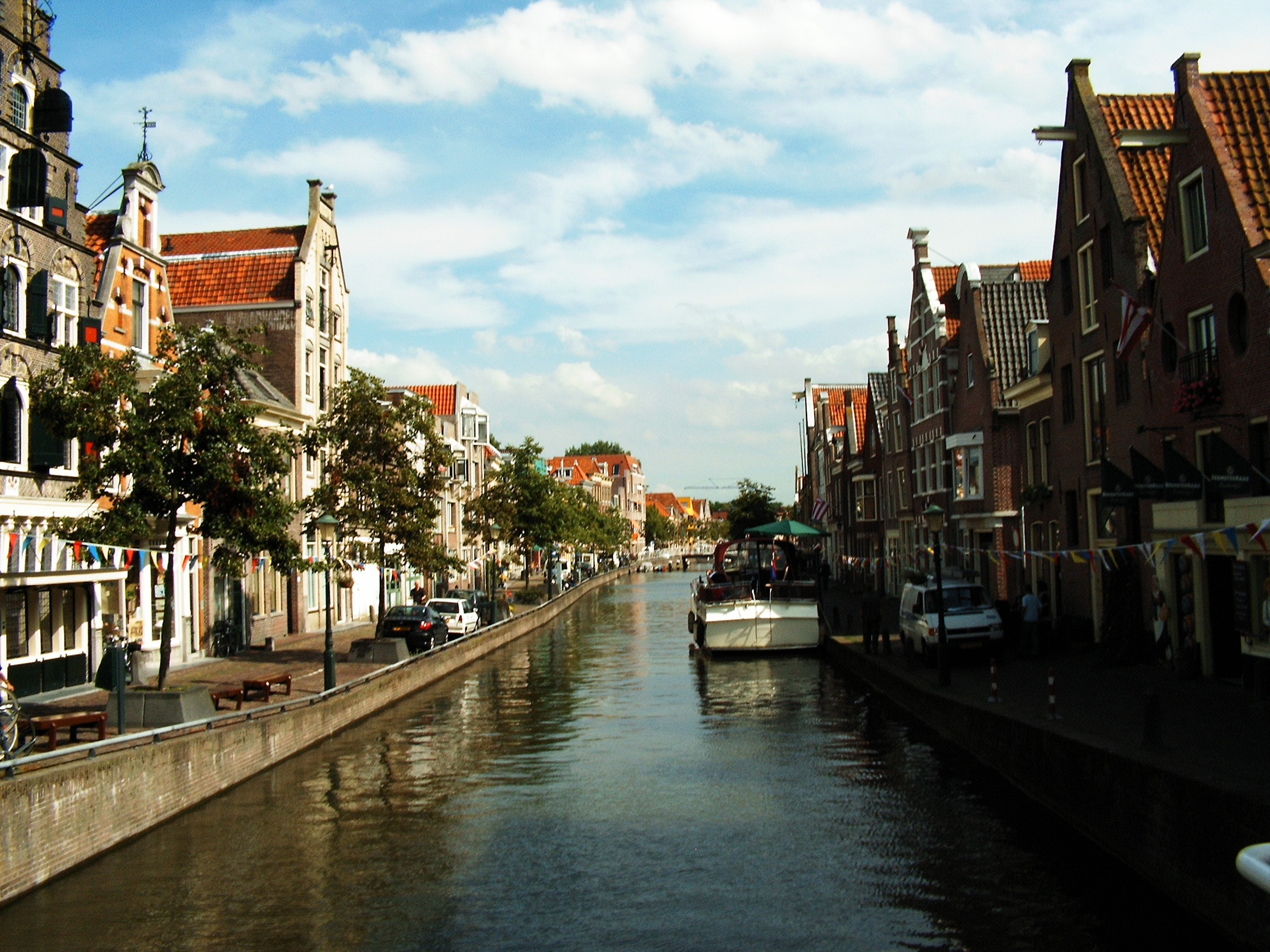
Alkmaar

### Centrum
- Oudegracht
- Lindegracht
- Verdronkenoord
- Zijdam
- Gedempte Nieuwesloot
- Kaarsemakersgracht
- Luttik Oudorp
- Mient
- Voordam
- Kooltuin
- Baangracht
- Turfmarkt

### Singel
- Noordhollandsch Kanaal
  - Bierkade
- Baansingel
- Nieuwelandersingel
- Kennemersingel
- Geestersingel

## Amersfoort

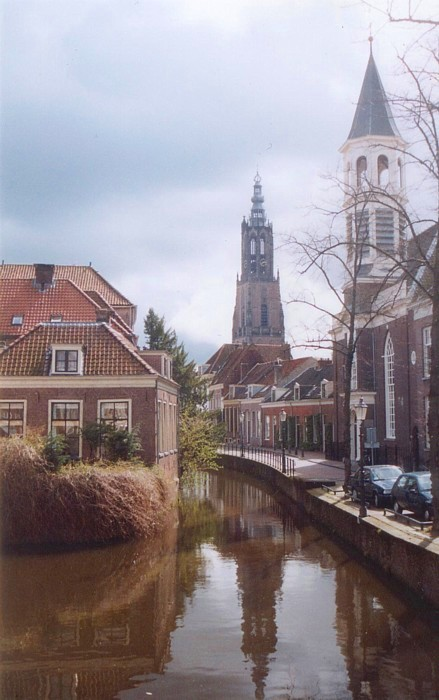
Lange Gracht

### Centrum
- Langegracht
- Kortegracht
- Havik
- Spui

### Singel
- Weverssingel
- Zuidsingel
- Westsingel
- Flierbeeksingel (oostelijk restant buitenste grachtengordel, westelijk deel is gedempt)
- Sint Aegtensingel (gedempt, thans 't Zand)

## Amsterdam

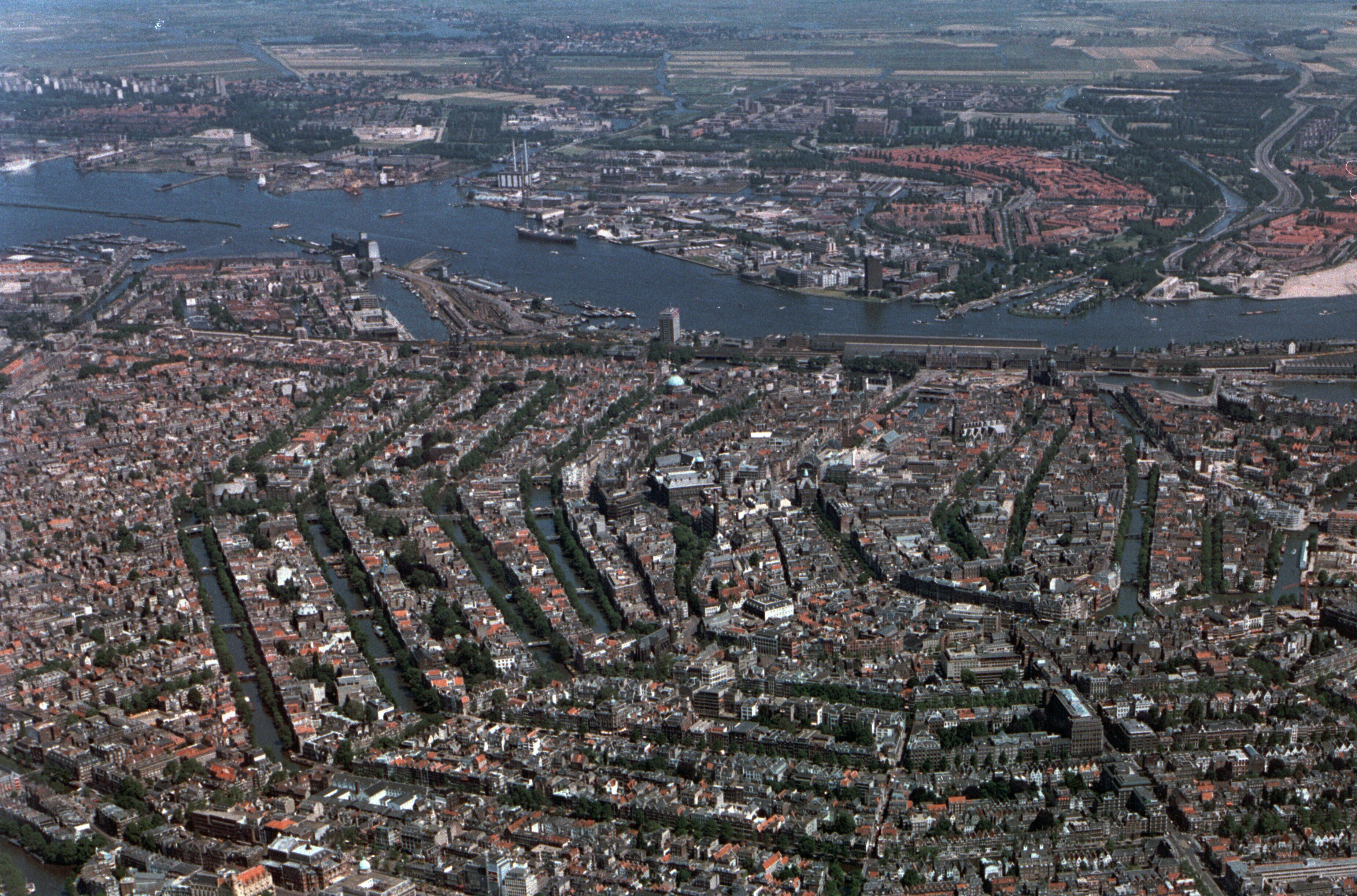
Grachtengordel van Amsterdam

De belangrijkste grachten van Amsterdam:

### Delen van de rivier de Amstel
- Amstel
- Damrak (gedeeltelijk gedempt)
- Rokin (gedeeltelijk gedempt)

### Grachtengordel
- Herengracht (1612)
- Keizersgracht (1612)
- Prinsengracht (1612)

### Singels
- Singel (Stedegracht)
- Singelgracht: 17e eeuw

## Arnhem

### Centrum
- Sint-Jansbeek

## Bredevoort
- Grote Gracht
- Kleine Gracht

## Bolsward

### Singel
- Stadsgracht/Turfgracht

## Delft

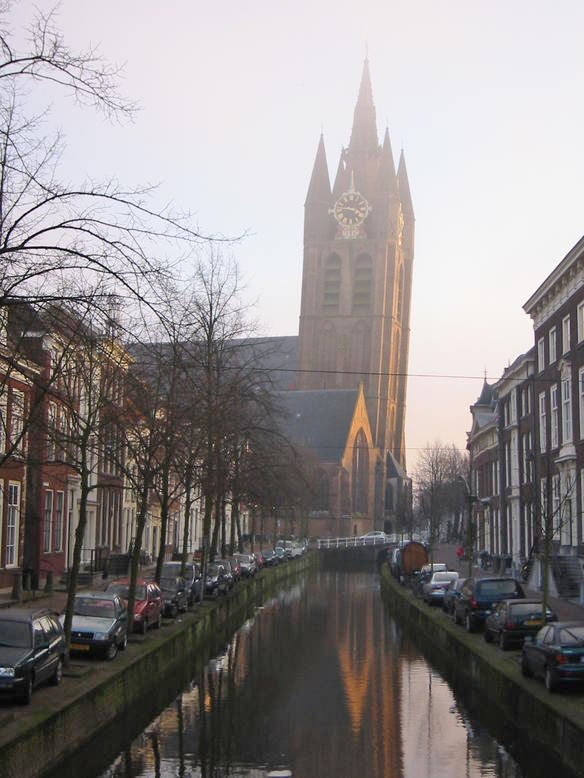
Oude Delft

Drie noord-zuidgrachten vormen de oudste grachten in Delft, aan de meest westelijke hiervan is de stad ontstaan. Bij stadsuitbreidingen in de 17e eeuw werden verschillende oude ontginningssloten uit het veengebied, verbreed tot de huidige oost-westgrachten.

### Noord-Zuid grachten
- Oude Delft (circa 1100)
  - Noordeinde
- Nieuwe Delft (eind 12e eeuw)
  - Korte Geer-Lange Geer
  - Koornmarkt
  - Wijnhaven
  - Hippolytusbuurt
  - Voorstraat
- Derde hoofdgracht (oostelijke stadsgrens 13e eeuw)
  - Achterom
  - Brabantse Turfmarkt (deels gedempt in 1860)
  - Burgwal (gedempt in 1860)
  - Vrouwjuttenland
  - Verwersdijk

verlegging:
- Vrouwenrecht
- Oosteinde

- Overige noord-zuid grachten
  - Raam / Paardenmarkt / Korte Lakengracht (alle gedempt in 1911)

### Oost-West grachten
- Kolk
- Geerweg-Kantoorgracht
- Rietveld
- Vlamingstraat
- Voldersgracht (1348)
- Oude Langendijk / Nieuwe Langendijk (gedempt in 1899)
- Binnenwatersloot
- Molslaan
- Gasthuislaan
- Zuidergracht

### Buiten het centrum
- Buitenwatersloot
- Westsingel / Houttuinen / Spoorsingel-Phoenixstraat (gedempt in 1965 en weer aangelegd in 2015)

## Den Helder

### HetHelders Kanaal
- Kerkgracht
- Loodsgracht
- Molengracht
- Westgracht
- Keizersgracht
- Spoorgracht
- Steengracht (gedempt)
- Fabrieksgracht (gedempt)
- Bassingracht

### Singel
- Prins Willem-Alexandersingel

### Stelling Den Helder
- Gracht rond Fort Dirks Admiraal
- Gracht rond Fort Erfprins
- Liniegracht

### Overig
- Hoofdgracht (gedeeltelijk gedempt)
- Werfkanaal

## Deventer
- Binnensingel (gedempt)
- Buitengracht
- Noordenbergsingel
- Singelgracht

## Den Haag

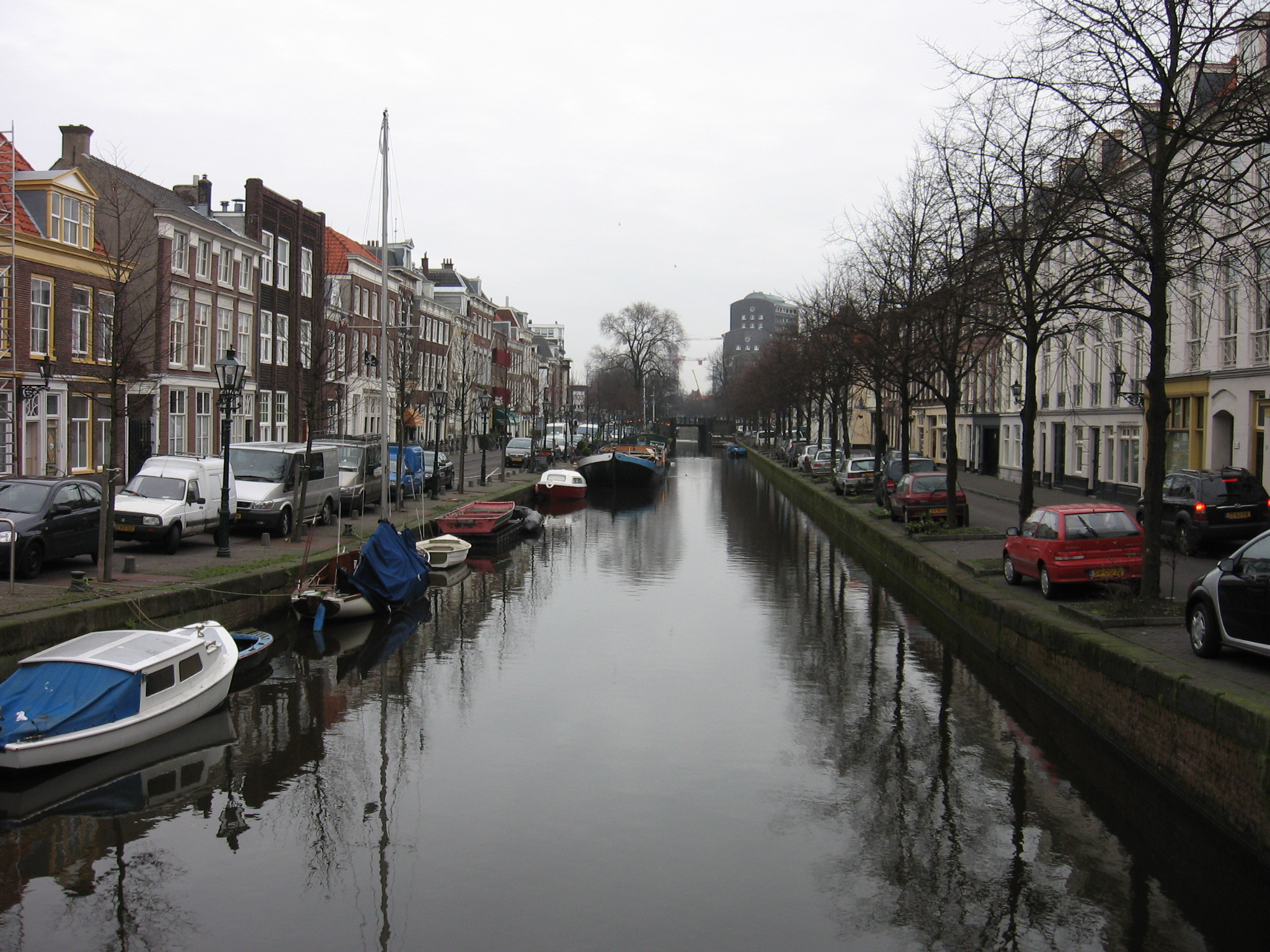
(Dunne) Bierkade

Bruggen over de Oranjebuitensingel

### Stadsgrachten
- Brouwersgracht (gedempt)
- Fluwelen Burgwal (gedempt)
- Gedempte Burgwal (gedempt)
- Gedempte Gracht (voorheen: Lange Gracht)
- Herengracht (gedempt)
- Hooigracht
- Koninginnegracht
- Lurtherse Burgwal (gedempt)
- Maliegracht
- Nassaukade (gedempt in 1883, nu Nassauplein)
- Pauwengracht (gedempt)
- Paviljoensgracht (gedempt)
- Prinsegracht (gedempt)
- Prinsessegracht
- Smidswater
- Spui/Zieken (gedempt)
- Voldersgracht (gedempt)
- Statengracht (gedempt)
- Turfmarkt (gedempt)
- Wijnhaven (gedempt)

### Singelgracht
- Zuid Singelsgracht
  - Bierkade
  - Groenewegje
- Zuidwest Singelsgracht
  - Zuidwal
- West Singelsgracht
  - Buitenom
  - Lijnbaan
- Noord Singelsgracht
  - Veenkade
  - Prinsessewal
  - Mauritskade
- Oost Singelsgracht
  - Oranje Buitensingel
  - Zwartweg
- Zuid-Oost Singelsgracht
  - Uilebomen

### Overigen
- Haagse Beek
- Trekvliet
- Verversingskanaal
- Laakkanaal

## Doesburg
- Bleekersgracht
- Hessengracht
- Kempermansgracht
- Looiersgracht

## Dokkum

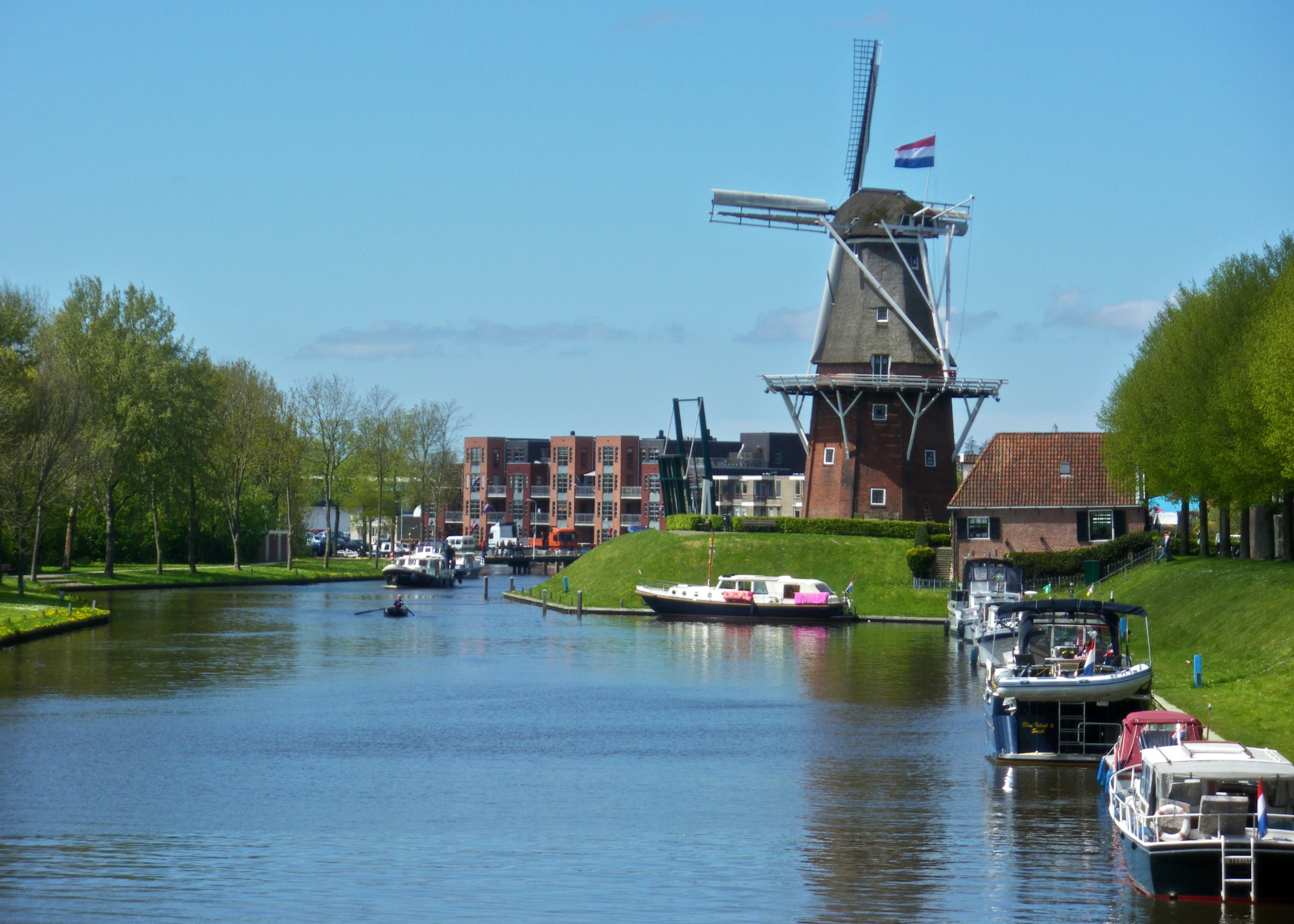
De Baantjegracht met de windmolen Zeldenrust aan de rechterzijde. Genomen vanaf De Hoop.

### Singels
- Baantjegracht (Baantsjegracht)
- Drie Pypstergracht (Pypstergracht)
- Hardridersgracht
- Noordergracht (Noardergracht)
- Zuidergracht (Sudergracht)

## Dordrecht
In Dordrecht lopen de grachten in drie halvemaanvormige radialen vanaf de rivier de Merwede om de binnenstad heen. Aan de middelste van deze grachten is de stad ontstaan en verder uitgebreid.

Wolwevershaven

### Binnenhavens
- Maartensgat
- Nieuwe Haven
- Wolwevershaven

### Middenhavens
- Leuvehaven
- Voorstraatshaven
- Wijnhaven

### Buitenhavens
- Kalkhaven
- Spuihaven
- Riedijkshaven

## Enkhuizen

Enkhuizen

### Stadsgrachten
- Oude Haven
- Oude Gracht
- Spaans Leger
- Oosterhavenstraat
- Zuider Havendijk
- Handvastwater
- Noorder Boerenvaart
- Zuider Boerenvaart
- Burgwal

### Vest
- Vest

## Franeker

### Singels
- Oosterstadsgracht (Oasterstadsgracht)
- Westerstadsgracht

### Binnenstadsgrachten
- Heerengracht

## Goes

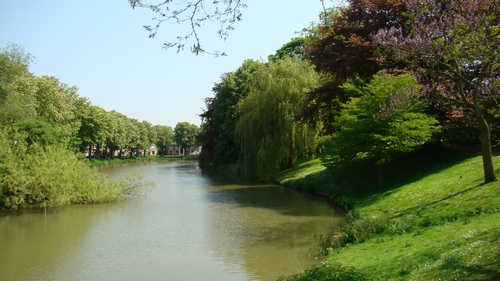
Goes, Oostvest

### Singels | Vesten
- Oostsingel
- Westsingel

## Gouda

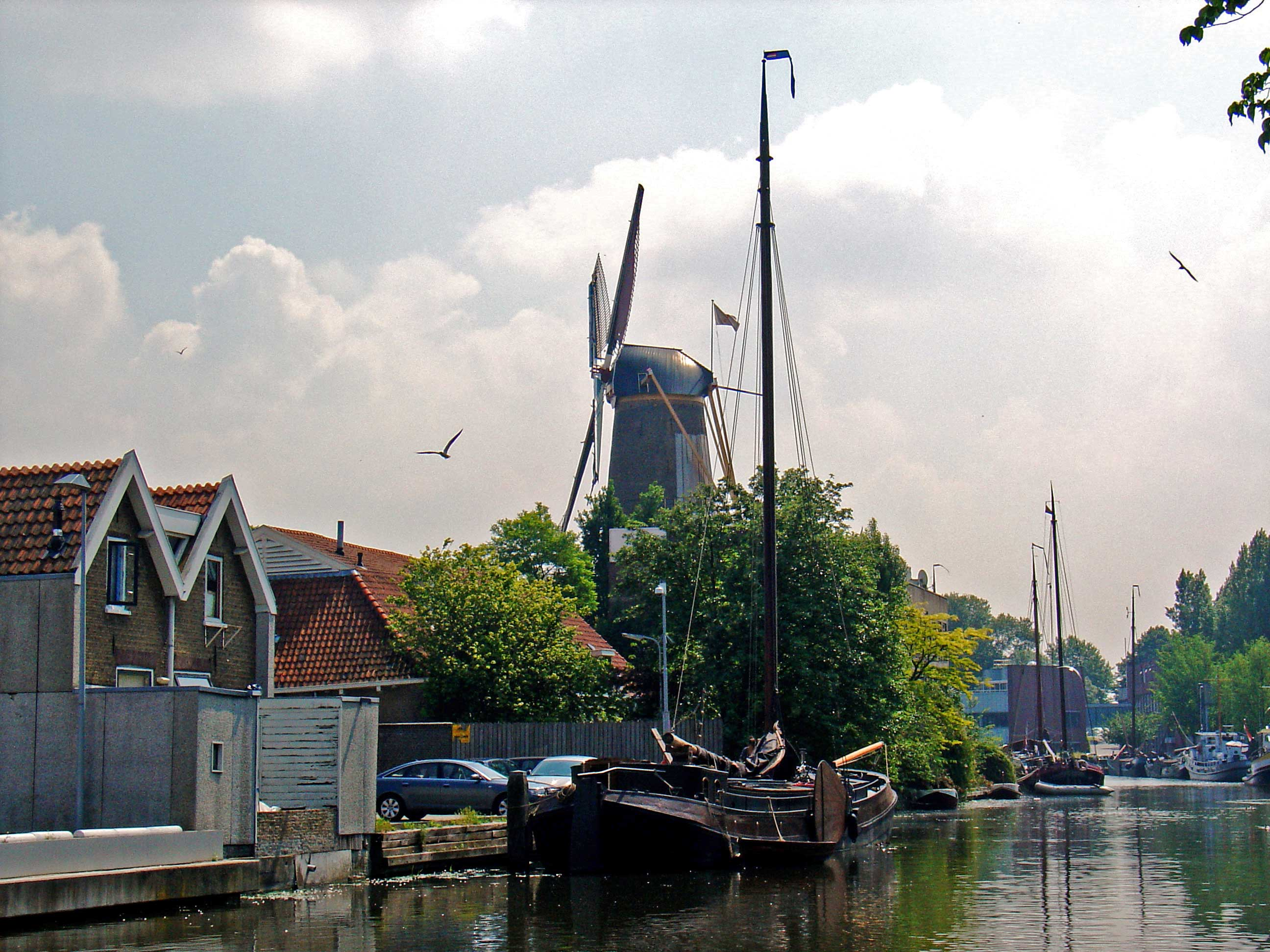
Turfsingel te Gouda

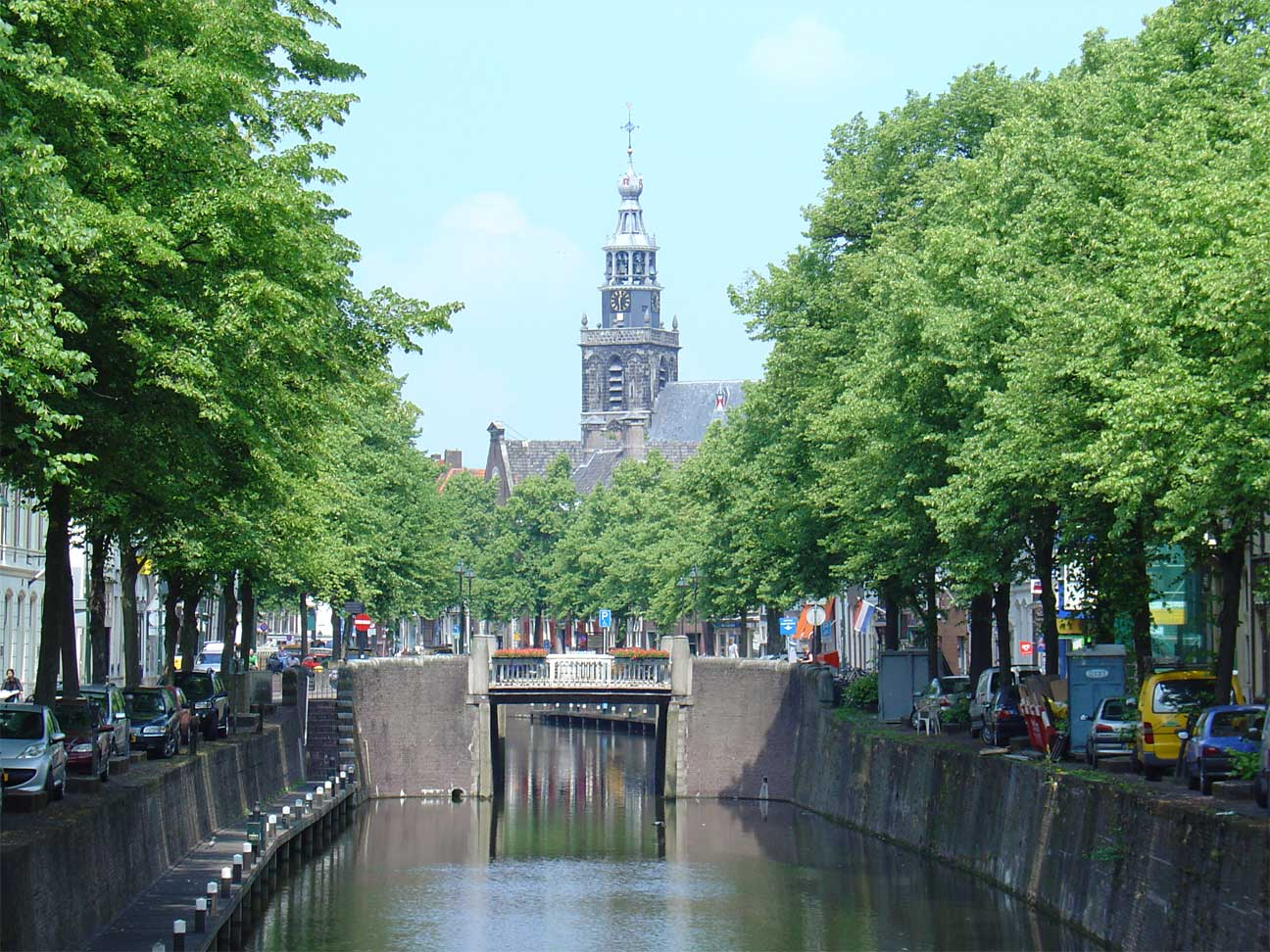
West- en Oosthaven te Gouda

### Singels
- Blekerssingel
- Fluwelensingel
- Kattensingel
- Turfsingel

### Stadsgrachten
- Achter de Kerk
- Gouwe
- Haven
  - Westhaven
  - Oosthaven
- Peperstraat
- Spieringstraat
- Turfmarkt
- Vijverstraat
- Zeugstraat

## Groenlo
- Stadsgracht

## Groningen

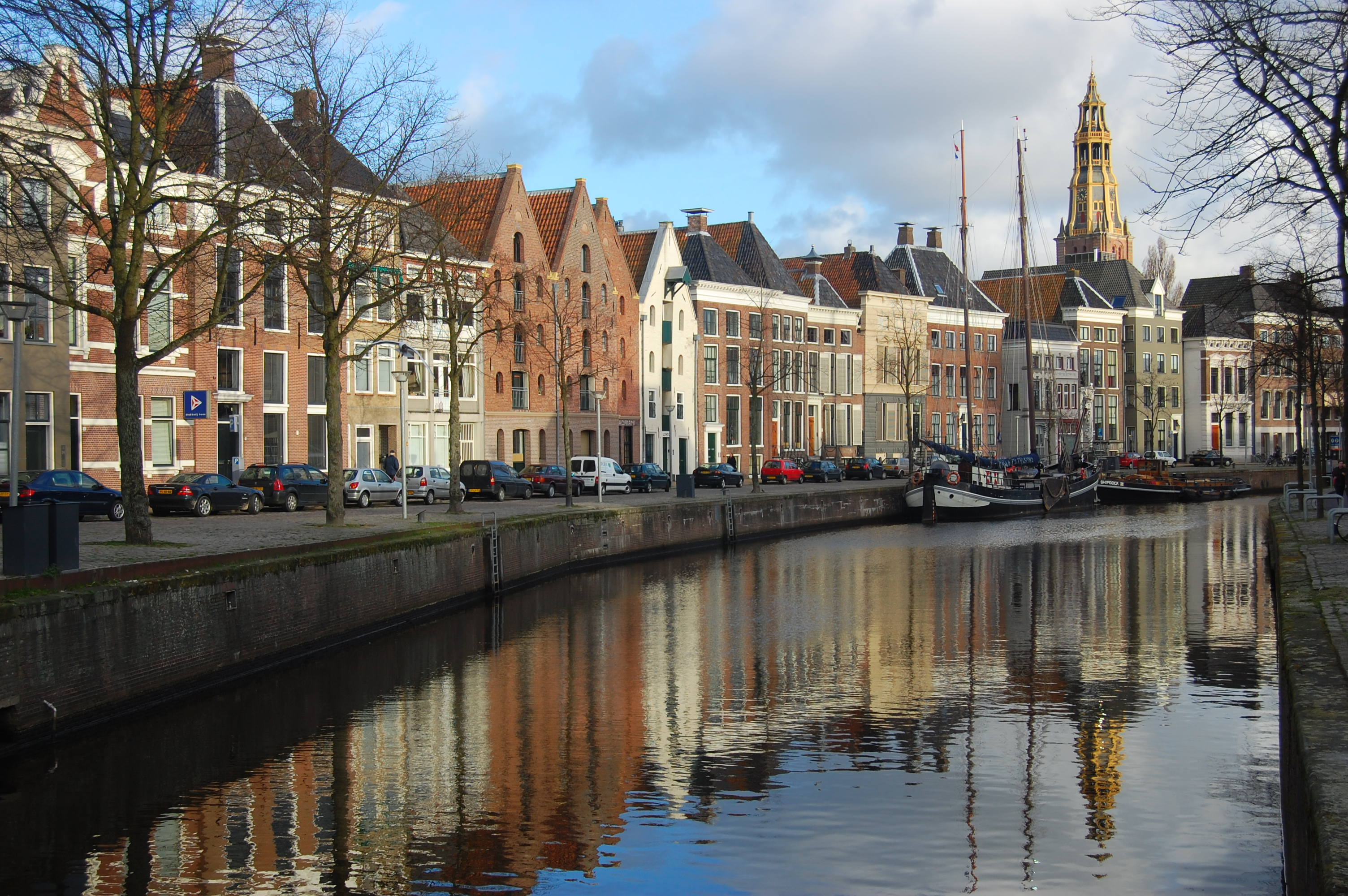
Hoge der Aa

### Diepenring
De Diepenring is de 13e-15e eeuwse grachtengordel van Groningen.
- Noorderhaven
- Lopende diep
- Spilsluizen
- Turfsingel
- Schuitendiep
- Gedempte Kattendiep (gedempt)
- Gedempte Zuiderdiep (gedempt)
- Reitemakersrijge (gedempt)
- A

### Vestinggrachten
Grachten van de 17e eeuwse vestingwerken.
- Noordelijke vestinggracht
  - Singels Noorderplantsoen
- Oostelijke vestinggracht
  - Bloemsingel (gedempt 1952 behalve de zwaaikom bij Stadsstrand)
  - Steentilpoortengracht (gedempt 1926)
- Zuidelijke vestinggracht (vergraven tot Verbindingskanaal 1879)
- Westelijke vestinggracht
  - Zuiderhaven
  - Westerhaven (gedempt 1962)
- Griffe of Nijgraven Diep (gedempt, vormde met de zuidelijke vestinggracht de Griffelinie)
- Helperdiep (gracht van Helperlinie)

## Haarlem

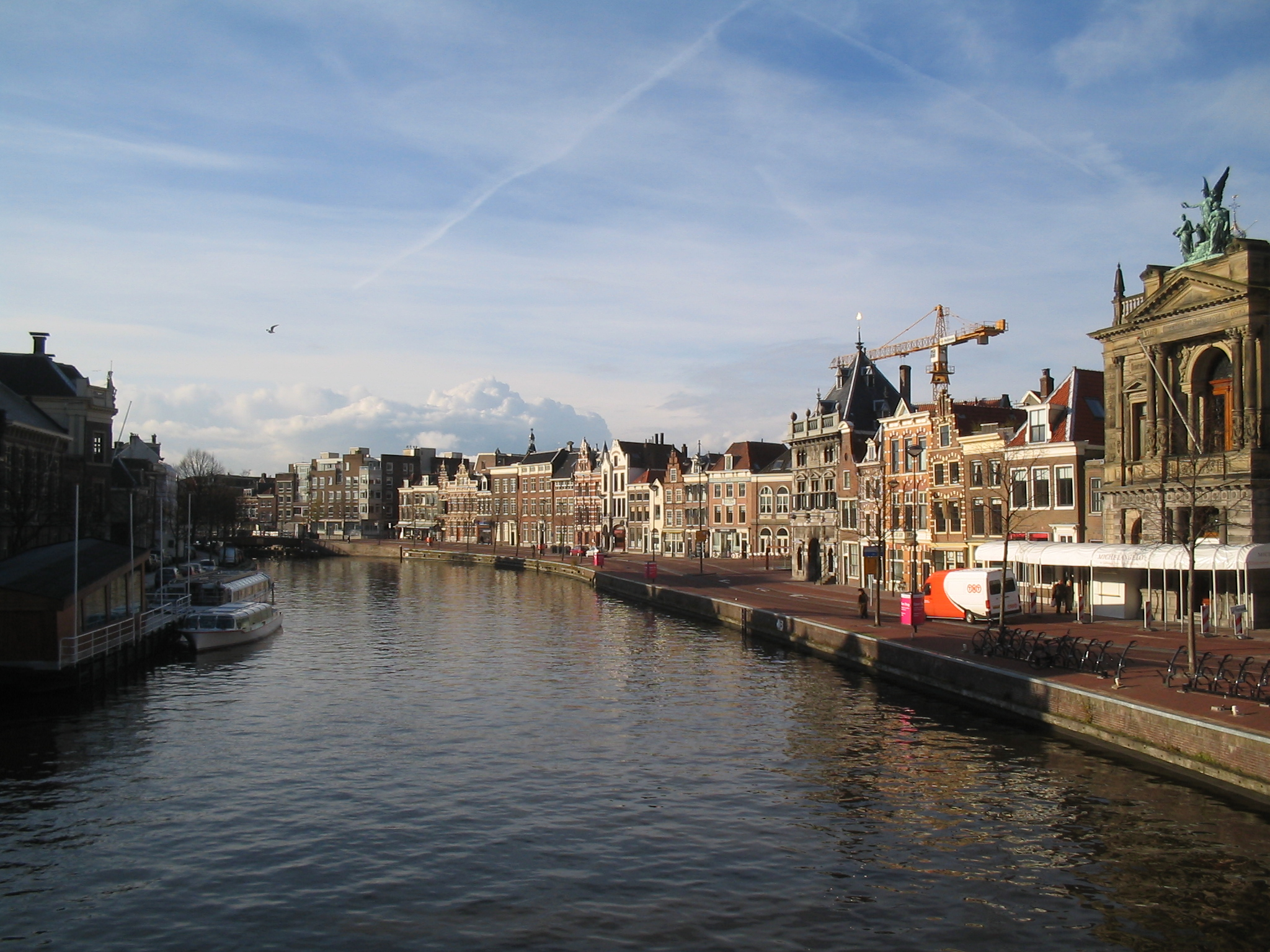
Binnen Spaarne

### Centrum
- Binnen Spaarne
- Raaks (gedempt) zie: Haarlemse beek
- Gedempte Oude Gracht (gedempt)
- Kraaienhorstergracht (gedempt, nu Nassaulaan)
- Bakenessergracht
- Gedempte Voldersgracht (gedempt)
- Zijdgracht (gedempt, nu Sophiaplein)
- Gedempte Raamgracht (gedempt)
- Burgwal
- Nieuwe Gracht
- Achter Nieuwegracht (gedempt in 1869, nu Parklaan)
- Westergracht (gedempt in 1969)

#### Singels
- Kinderhuissingel
- Schotersingel
- Kloppersingel
- Papentorensingel (gedempt)
- Gedempte Oostersingelgracht (gedempt in 1972)
- Herensingel (kwam uit op de Oostersingelgracht, laatste ca. 150 m gedempt)
- Kampersingel
- Gasthuissingel
- Raamsingel
- Zijlsingel
- Singelgracht-west (gedempt in 1880, loop volgde de Oude Zijlvest en de huidige Wilhelminastraat)

### Buiten het centrum
- Amsterdamsevaart (gedempt)
- Leidsevaart
- Brouwersvaart
- De Delft
- Amerikavaart
- Europavaart
- Gouwwetering
- Jan Gijzenvaart
- Gedempte Schalkburgergracht (gedempt)
- Garenkokenvaart
- Houtvaart
- Zomervaart
- Fuikvaart
- Paul Krugervaart (gedempt, de vroegere kade heet nog steeds Paul Krugerkade)

Er bestaan plannen om de Papentorensingel, een deel van de Oostersingel en de Amsterdamsevaart weer terug te brengen.

## Hasselt
- Baangracht
- Brouwersgracht
- Heerengracht
- Prinsengracht

## Heemstede
- Heemsteedskanaal
- Bronsteevaart
- Craijenestervaart
- Wagnervaart
- Blekersvaart
- Zandvaart
- Van Merlenvaart

## 's-Hertogenbosch

### Binnendieze

Binnendieze

De Binnendieze is de verzamelnaam van verschillende stromen in 's-Hertogenbosch
- Zijtakken van de Binnendieze
  - De Groote Stroom
  - Vughterstroom
  - Kleine Vughterstroom
  - Verwersstroom
  - Hellegat
  - Kerkstroom
  - Marktstroom
  - Stadsgracht

### Overige grachten
- Brede Haven

## Hoorn

Appelhaven

- Appelhaven
- Munnickengracht
- Nieuwland
- Turfhaven
- Vollerswaal

### Singel
- Draafsingel
  - Koepoortsgracht
  - Oosterpoortsgracht
- Westersingel

## Kampen

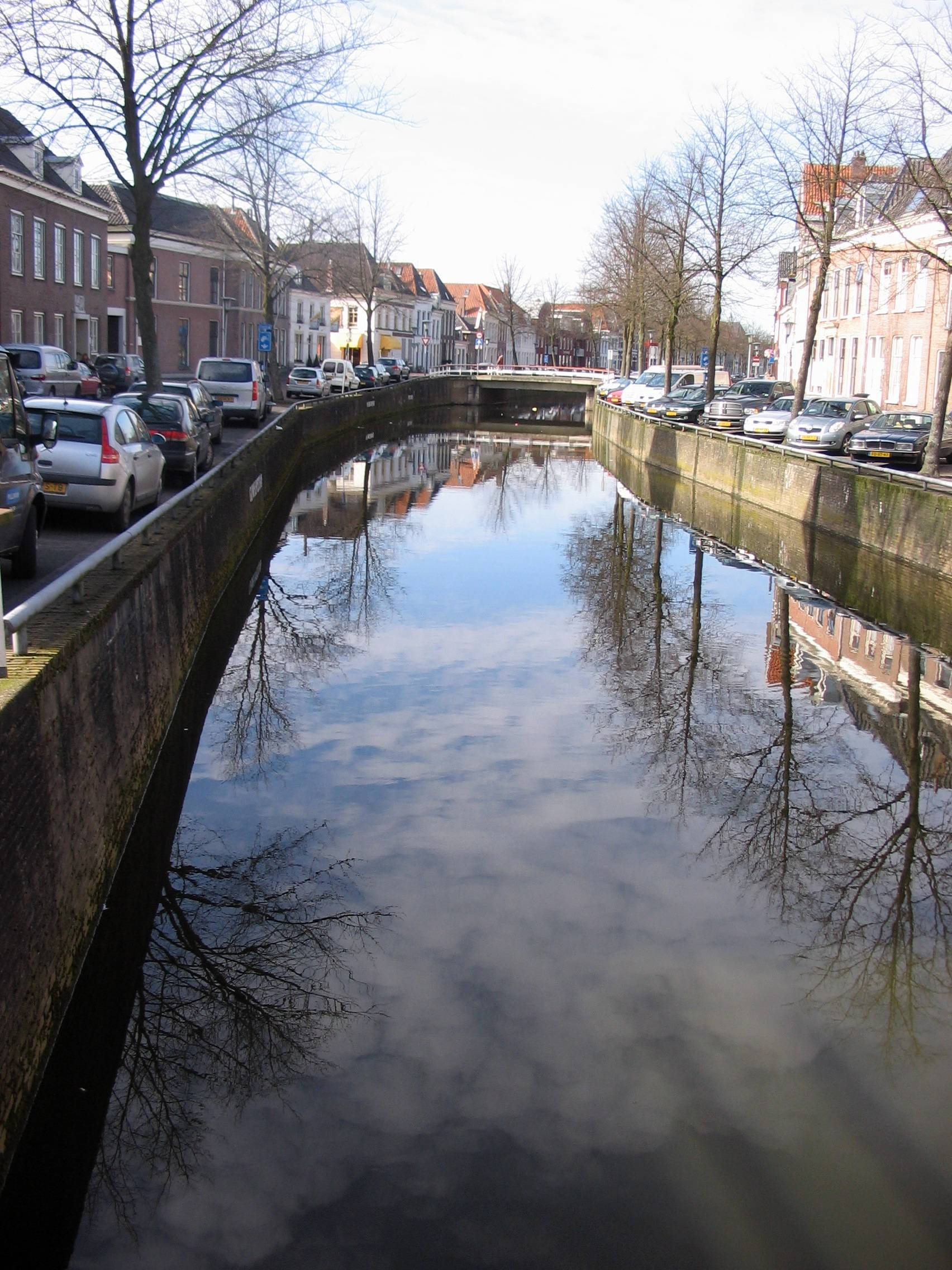
Burgel

### IJssel
- De rivier de IJssel vormt de oostelijke begrenzing van de binnenstad van Kampen en kent een aantal verschillende kades aan de stadskant.
  - IJsselkade
  - De la Sablonièrekade
  - Buitenkade

### Gracht
- Burgel
  - Burgwal
  - Vloeddijk
  - Bolwerk

### Singels
- Stadsgracht

## Leeuwarden

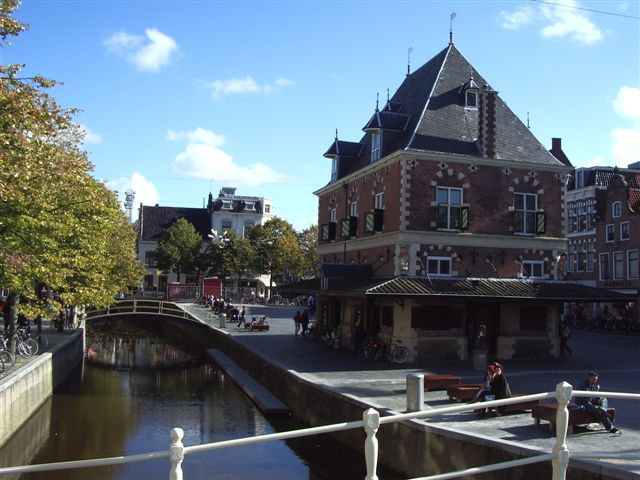
Nieuwestad

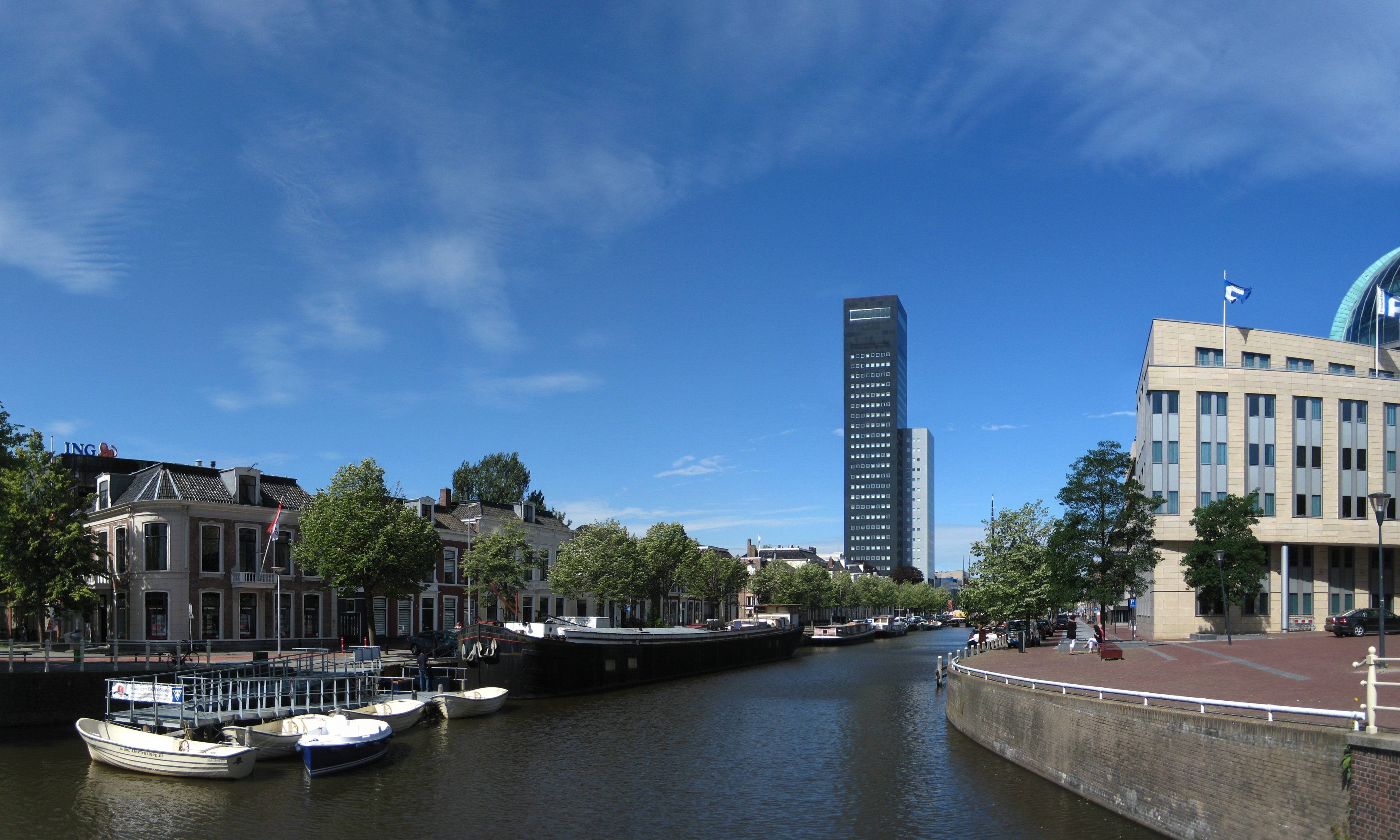
Zuider Stadsgracht

### Grachten
- Nieuwestad
  - Schavernek
- Voorstreek
  - Voorstreek
  - Over de Kelders
  - Groentemarkt
  - Weaze
- Tuinen
- Eewal (gedempt)
  - Hofplein
  - Herenwaltje
- Zaailand (gedempt)
- Keizersgracht (gedempt)

### Singels
- Ooster Stadsgracht
  - Oostersingel
  - Nieuwekade
  - Oostkade
- Zuider Stadsgracht
  - Zuidergrachtswal
  - Willemskade
- Wester Stadsgracht
  - Westerkade
  - Westersingel
  - Harlingersingel
- Noorder Stadsgracht
  - Noordersingel
  - Hoekstersingel

### Overigen
- Nieuwe Kanaal

## Leiden

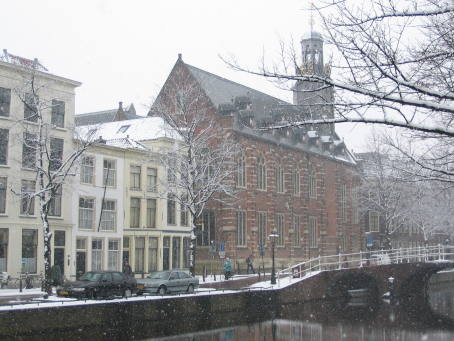
Rapenburg

### Verstedelijkte waterlopen
- Oude Rijn
  - Nieuwe Rijn
  - Galgewater
  - Haven
- Mare
  - Korte Mare / Nieuwe Mare
  - Lange Mare(gedempt)
  - Stille Mare (gedempt)
- Vliet

### Grachten
- Arkegracht (gedempt en verdwenen)
- Binnenoostsingel
- Binnenvestgracht, deel van de vesting, goeddeels gedempt en verdeeld in:
  - 1e Binnenvestgracht (gedempt)
  - 2e Binnenvestgracht (gedempt)
  - 3e Binnenvestgracht (gedempt)
  - 4e Binnenvestgracht (gedempt)
  - 5e Binnenvestgracht
- Brandewijnsgracht (gedempt)
- Doelengracht
- Doezastraat, voormalige Koepoortsgracht (gedempt)
- Donkeregracht (gedempt en verdwenen)
- Gangetje (overkluisd)
- Geregracht (gedempt)
- Groenhazengracht
- Herengracht
- Hooglandse Kerkgracht (gedempt)
- Hooigracht (gedempt)
- Kaiserstraat, voormalige Cellebroedersgracht (gedempt)
- Kijfgracht
- Korevaarstraat, deels de voormalige Zijdgracht
- Kort Rapenburg (overkluisd)
- Koolgracht (gedempt)
- Langebrug, voormalige Voldersgracht (gedempt)
- Langegracht (gedempt)
- Levendaal (gedempt)
- Middelstegracht (gedempt)
- Minnebroersgracht
- Oostdwarsgracht (gedempt)
- Oranjegracht
- Oude Herengracht
- Oude Singel
- Papengracht (gedempt)
- Pieterskerkgracht (gedempt)
- Rapenburg
- Sint Jacobsgracht (gedempt)
- Steenschuur
- Uiterstegracht (gedempt)
- Van der Werffstraat, voormalige Marendorpse Achtergracht (gedempt)
- Vollersgracht (gedempt)
- Volmolengracht (gedempt)
- Waardgracht
- Zuidsingel

### Singels
- Herensingel
- Maresingel
- Morssingel
- Rijnsburgersingel
- Witte Singel
- Zijlsingel (Leiden)
- Zoeterwoudsesingel

## Leusden

### Grachten
- Kooikersgracht, (gedempt 2019, Centrum-Zuid)

### Singels
- Kuperssingel (wijk Claverenblad)
- Patrijzenhoeve

## Meppel

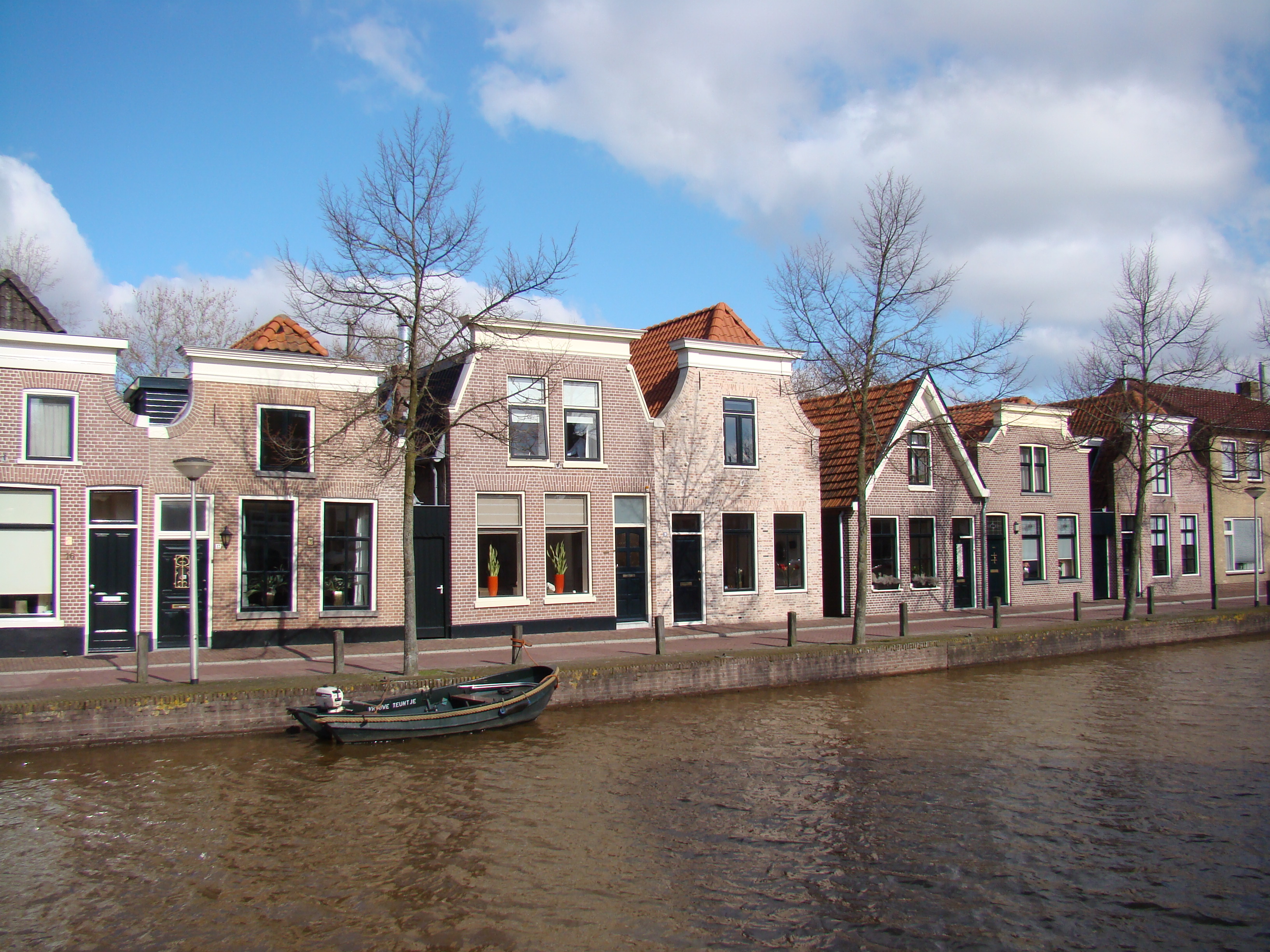
Keizersgracht. De panden dateren uit de achttiende eeuw

- Aardappelgat. Dit was een klein haventje op de plek van de huidige Groenmarkt. Gedempt in 1877.
- Bleekerseiland. Het Bleekerseiland is gelegen op de plek waar de Sluisgracht en de Oevergracht samenkomen. Een stuk verderop lag tot 1880 een verbinding tussen deze grachten, genaamd het Bleekerseiland.
- Galmanspad. Het Galmanspad is de zuidwestelijke kade van de enige nog volledig bestaande gracht in Meppel. Genoemd naar de landschapsarchitect Galman.
- Gasgracht. Deze gracht is genoemd naar de gasfabriek die hier nog altijd staat. In 1967 is het een deel van de gracht gedempt, maar dat is in 2008 weer opengegraven.
- Grote Oevergracht of Hoofdgracht Dit is de oude loop van de Wold Aa en de Beilerstroom. Slechts een klein deel van deze gracht (tegenwoordig Stoombootkade geheten) bestaat nog. Het water is in twee fasen gedempt, één in begin jaren'30, de rest in 1952/1953.
- Heerengracht. Dit is de zuidoostelijke kade van de enige nog volledig bestaande gracht in Meppel.
- Keizersgracht. Dit is de noordoostelijke kade van de enige volledig bestaande gracht in Meppel.
- Kerkhofsdiep (gedempt). Het Kerkhofsdiep of Kerkgracht is in 1918 en 1919 gedempt tussen het Kerkplein en de Prinsengracht. In 1948 werd het laatste resterende deel (tussen Oevergracht en Kerkplein) alsnog gedempt. Er zijn stemmen om deze gracht weer gedeeltelijk open te graven.
- Kleine Oever. Het zuidelijk deel van de Oevergracht, tussen Bleekerseiland en Katholieke kerk. Dit water is in 1952 gedempt, al zijn er weer stemmen deze gracht weer open te graven. De stadsoever van deze gracht heet de Maatkade.
- Mallegatsgracht. Verbinding tussen de Wold Aa en de Meppelerdiep, om het stadscentrum heen. Deze gracht bestaat nog, maar is wel versmald.
- Prinsengracht. De Prinsengracht lag tussen het Kerkplein en de Gasgracht / Keizersgracht. In 1967 is deze gracht gedempt, maar in 2008 is een stuk van ongeveer 100 meter weer opengegraven.
- Sluisgracht. De plaats waar alle stadsgrachten samenkomen en als één stroom het centrum verlaten. Deze gracht is nog intact. De andere kant van deze gracht heet Mr. Harm Smeengekade.
- Stoombootkade. Het enige nog resterende deel van de Oevergracht, dat dus een andere naam heeft gekregen na de demping in 1953.
- Zuideindigerpad. Dit is de noordwestelijke kade van de enige nog volledig bestaande gracht in Meppel. Genoemd naar de straat waar hij overgaat in de Keizersgracht (het Zuideinde).

## Middelburg

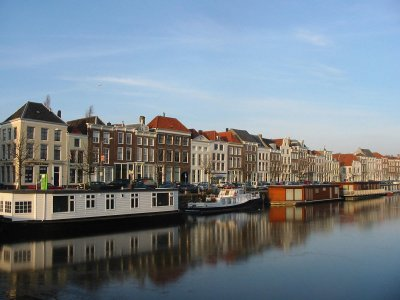
Rouaansekaai

### Grachten
- Dam
- Rotterdamsekaai
- Rouaansekaai
- Londensekaai
- Turfkaai
- Beenhouwerssingel
- Herengracht

### Singels
- Vlissingsesingel
- Langevielesingel
- Seissingel
- Noordsingel
- Veersesingel

## Nieuwpoort
- Binnenhaven
- Buitenhaven
- Vest
- Oude Vest (restant)

## Purmerend

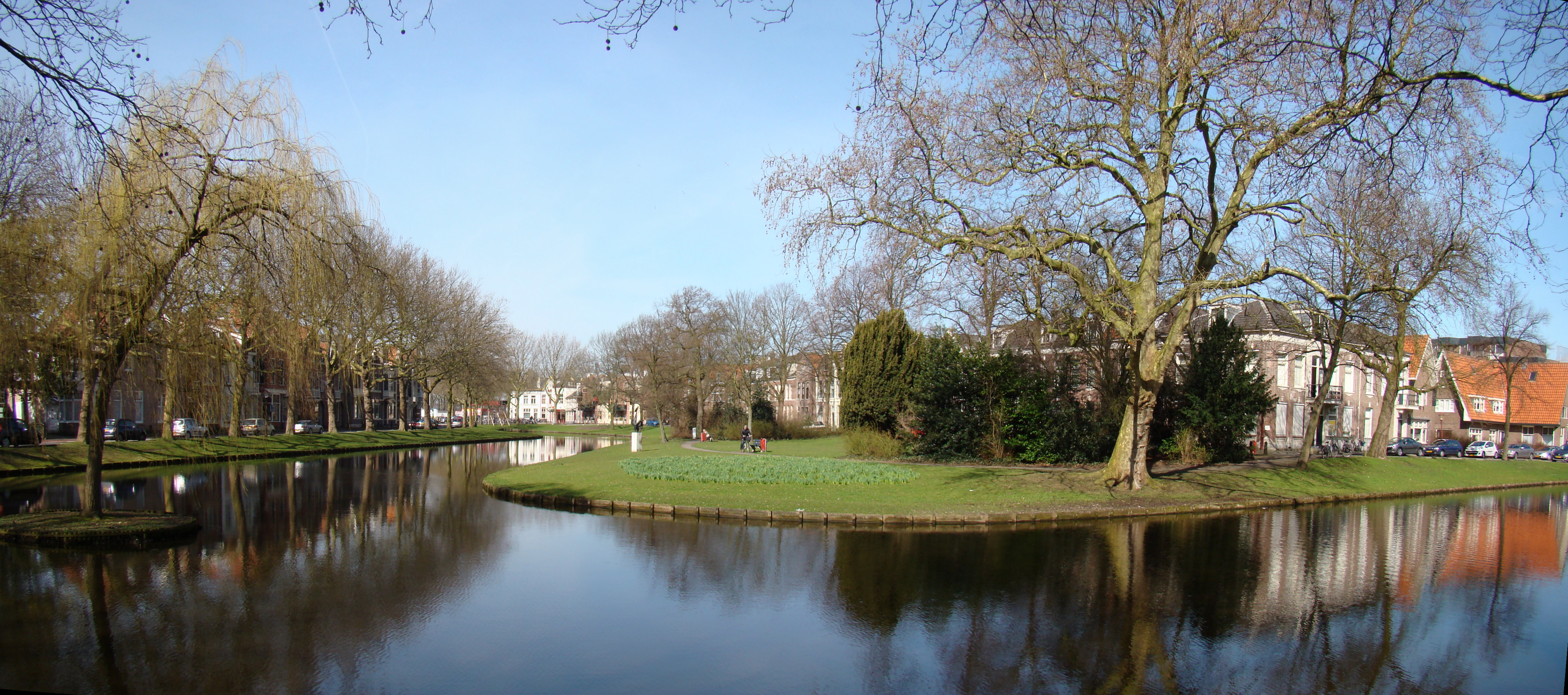
Stadsgracht Purmerend

- Stadsgracht
- Gedempte Singelgracht
- Gedempte Where

## Rotterdam

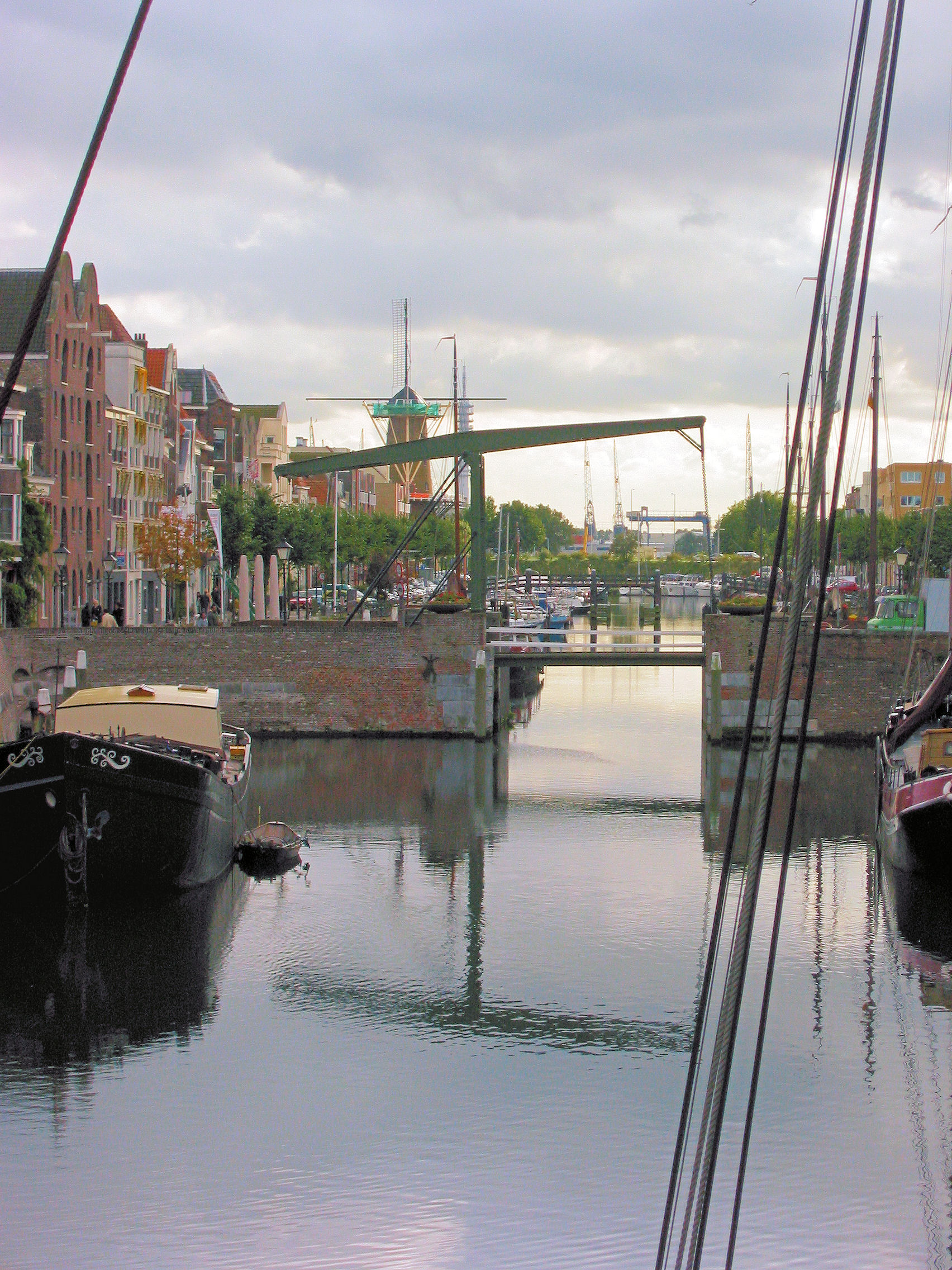
Voorhaven Delfshaven

### Centrum
- Binnenrotte (gedempt)
- Coolvest (gedempt)
- Delftsevaart
- Lombardkade
- Goudse Vest (gedempt)
- Steigersgracht

### Delfshaven
- Voorhaven
- Achterhaven

### Singels
Noord-Zuid
- Westersingel
- Heemraadssingel

Noordelijke singels
- Noordsingel
- Bergsingel
- Provenierssingel
- Spoorsingel
- Statensingel

## Schiedam

Lange Haven

### Stadsgrachten
- Lange Haven
- Korte Haven

### Singels/Vest
- Westvest
- Noordvest
- Broersvest (gedempt)
- Nieuwe Haven
- Buitenhaven

## Schoonhoven

Haven

### Stadsgrachten
- Haven
- Oude Haven
- Scheepmakershaven
- Oude Singel

### Vest
- Groene Singel
- Spoorsingel
- Grote Gracht

## Sloten (Friesland)
- Oosterbuitengracht (Easterbûtengrêft)

## Sneek

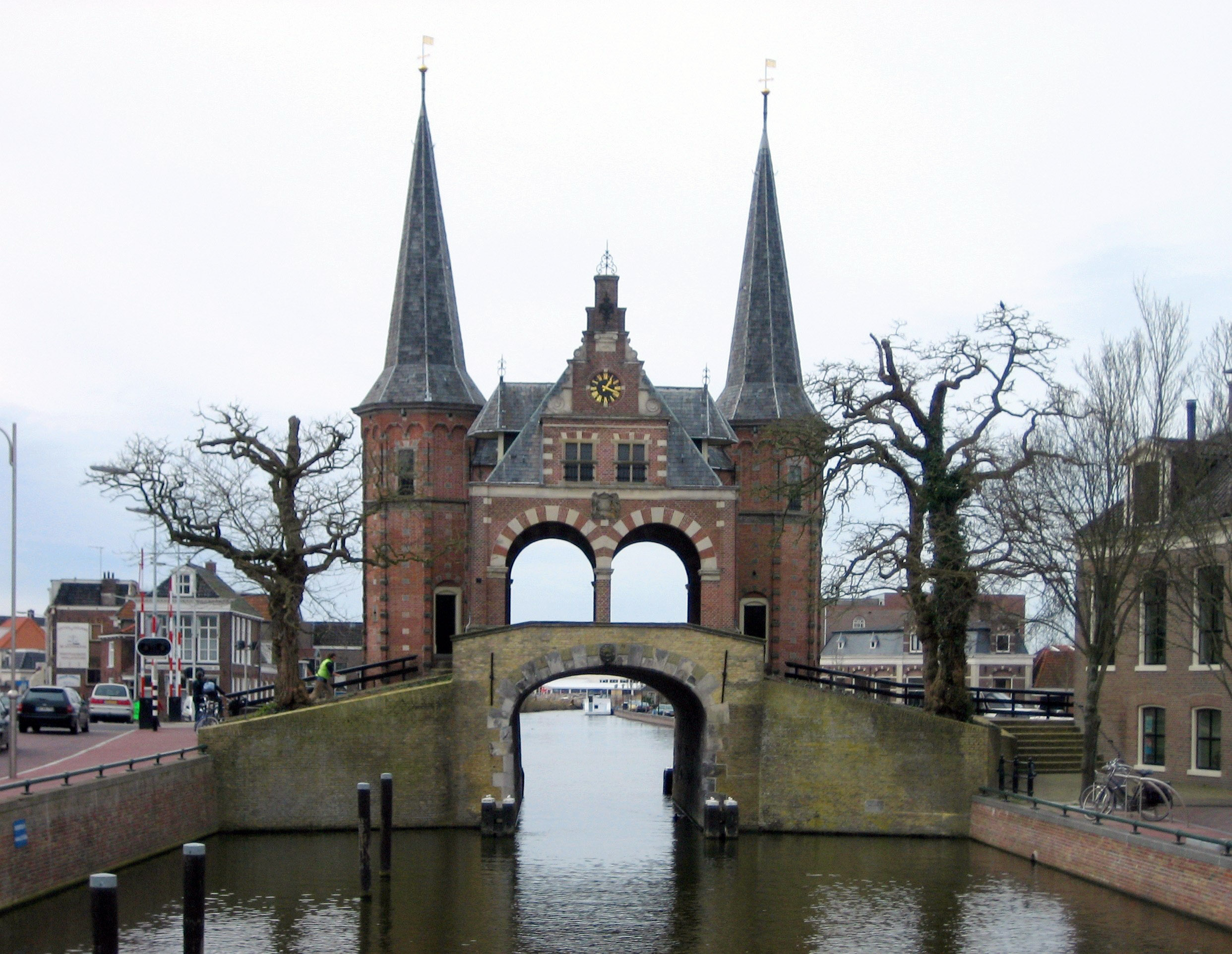
Waterpoort

### Binnenstadsgrachten
- Grootzand
- Kleinzand
- Leeuwenburg

### Singels
- Stadsgracht
  - Koopmansgracht
  - Prinsengracht
  - Waterpoortsgracht
  - Kerkgracht
  - Prins Hendrikkade
  - Jousterkade

## Utrecht

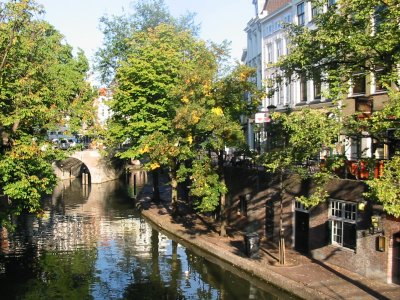
Oudegracht

De belangrijkste en oudste grachten van Utrecht worden gevoed door de Utrechtse Vecht.

### Centrum
- Oudegracht met werfkelders
- Nieuwegracht met werfkelders
- Kromme Nieuwegracht
- Drift
- Plompetorengracht (1392)

### SingelStadsbuitengracht(Singel)
- - Weerdsingel Westzijde/Oostzijde
  - Wittevrouwensingel
  - Maliesingel
  - Tolsteegsingel
  - Catharijnesingel

### Bemuurde Weerd/ Vogelenbuurt
- Zwarte Water ((Nieuwe) Keizersgracht)
- Oosterstroom (Gruttersdijk)
- Westerstroom (Westerdijk, gedempt)

## Wageningen
- Stadsgracht

## Weesp

### Vecht
De rivier de Vecht loopt dwars door de oude vesting van Weesp.

### Stadsgrachten
- Oudegracht
- De Grobbe (gedempt)
- Nieuwstad
- Herengracht
- Achterherengracht (gedempt)
- Achtergracht (gedempt)

## Zwolle

Thorbeckegracht

### Stadsgracht
- Thorbeckegracht

### Singel
- Achtergracht
  - Schuttevaarkade
  - Burgemeester Drijbersingel
  - Diezerkade
- Stadsgracht
  - Groot Wezenland
  - Burgemeester van Roijensingel
  - Harm Smeengekade
  - Pannekoekendijk